# Marcus Schnabel
Pour les articles homonymes, voir Schnabel.
Marcus Schnabel (1744-1780) est un linguiste norvégien. Après avoir étudié divers documents historiques, il étudie le dialecte du Hardanger.
En lisant Le Miroir royal il s'est rendu compte que le dialecte du Hardanger était plus proche du vieux norvégien que ne l'était la langue écrite. C'est pourquoi il s'est mis à étudier le dialecte du Hardanger et à réfléchir sur pourquoi la Norvège n'avait plus sa langue comme langue écrite. En cela, il était largement en avance sur son temps puisque l'on considérait à l'époque que les dialectes n'étaient que du danois mal maîtrisé.
En 1774 il publie un Essai pour montrer comment la vieille langue norvégienne s'est maintenue à travers la langue paysanne du Hardanger. Il s'agit de la première grammaire norvégienne à être publiée.
Son travail sera reconnu et utilisé entre autres par Ivar Aasen.

## Écrits
- 1774 : Prøve paa hvorvidt det gamle Norske Sprog endnu er til udi det Hardangerske Bondemaal